# UFC 112
UFC 112: Invincible var en mixed martial arts-gala arrangerad av Ultimate Fighting Championship (UFC) i Abu Dhabi, Förenade Arabemiraten den 10 april 2010.

## Bakgrund
Under våren 2010 köpte det Förenade Arabemiraten-ägda företaget Flash Entertainment 10 % av UFC vilket föranledde att UFC 112 kom att hållas i Abu Dhabi. UFC 112 var UFC:s första evenemang i mellanöstern och man lät bygga en tillfällig utomhusarena, som revs veckan efter evenemanget, med plats för cirka 12000 åskådare. UFC 112 var organisationens första evenemang som hölls på en utomhusarena.
Galan hade två titelmatcher, den första i lättviktsdivisionen där den regerande mästaren B.J. Penn mötte utmanaren Frankie Edgar. Den andra var en titelmatch i mellanvikt där den regerande femfaldiga mästaren Anderson Silva var tänkt att möta Vitor Belfort. Ett par månader innan galan tvingades dock Belfort lämna återbud på grund av en axelskada. Efter återbudet var Chael Sonnen ett av de namn som nämndes oftast som potentiell ersättare till Belfort men efter att han ådragit sig ett stort sår i ansiktet under UFC 109 som tvingade honom till vila bokades Demian Maia in som Anderson Silvas motståndare.
En inbokad match mellan Paul Taylor och John Gunderson fick strykas på matchdagen då Taylor inte lyckats återhämta sig efter viktminskningen inför invägningen och därmed inte ansågs vara tillräckligt frisk.

## Efterspel
Anderson Silva blev kritiserad från många håll för sin insats när han försvarade sin mästartitel mot Demian Maia. Bland de som kritiserade honom fanns UFC:s vd Dana White som på presskonferensen efter galan bad om ursäkt för Silvas agerande. Silva satte i och med segern UFC-rekord i antalet vinster i rad (11), antalet vunna titelmatcher (7) och antalet vunna titelförsvar i rad (6).

## Resultat

### Underkort
|                            | Jon Madsen            | Tungvikt | Mostapha Al Turk |  |
| Segrare: enhälligt domslut | (29–28, 29–28, 29–28) |          |                  |  |

|                                                  | Paul Kelly | Lättvikt | Matt Veach |  |
| Segrare: submission (giljotin) efter 3:41 rond 1 |            |          |            |  |

|                                       | DaMarques Johnson | Weltervikt | Brad Blackburn |  |
| Segrare: TKO (slag) efter 2:08 rond 3 |                   |            |                |  |

|  | Nick Osipczak         | Weltervikt             | Rick Story |  |
|  | (28-29, 29-28, 28-29) | Segrare: delat domslut |            |  |

|  | Alexander Gustafsson  | Lätt tungvikt                                          | Phil Davis |  |
|  | (28-29, 29-28, 28-29) | Segrare: submission (anaconda choke) efter 4:55 rond 1 |            |  |

### Huvudkort
|  | Kendall Grove | Mellanvikt                            | Mark Muñoz |  |
|  |               | Segrare: TKO (slag) efter 2:50 rond 2 |            |  |

|  | Terry Etim | Lättvikt                                       | Rafael dos Anjos |  |
|  |            | Segrare: submission (armlås) efter 4:30 rond 2 |                  |  |

|                                       | Matt Hughes | Weltervikt | Renzo Gracie |  |
| Segrare: TKO (slag) efter 4:40 rond 3 |             |            |              |  |

|  | B.J. Penn (M)         | Lättvikt Titelmatch        | Frankie Edgar |  |
|  | (45-50, 47-48, 46-49) | Segrare: enhälligt domslut |               |  |

|                            | Anderson Silva (M)    | Mellanvikt Titelmatch | Demian Maia |  |
| Segrare: enhälligt domslut | (50–45, 50–45, 49–46) |                       |             |  |

## Bonusar
En bonus på $75 000 delas ut till Kvällens match, Kvällens knockout samt Kvällens submission.
- Kvällens match: Kendall Grove mot Mark Muñoz
- Kvällens knockout: DaMarques Johnson
- Kvällens submission: Rafael dos Anjos

### Webbkällor
- ”UFC 112 Results & Live Play-by-Play”. sherdog.com. http://www.sherdog.com/news/news/UFC-112-Results-amp-Live-Play-by-Play-23744. Läst 20 januari 2011.

### Fotnoter
1. 1 2 3  ”UFC 112 in Abu Dhabi draws 11,008 attendance for estimated $3.5 million live gate”. mmajunkie.com. Arkiverad från originalet den 25 maj 2012. https://archive.is/20120525143359/http://mmajunkie.com/news/18665/ufc-112-in-abu-dhabi-draws-11008-attendance-for-estimated-3-5-million-live-gate.mma. Läst 20 januari 2011.
2. ↑  ”Meltzer: UFC 112 a 'major PPV success'”. mmaforreal.com. http://www.mmaforreal.com/2010/4/15/1423759/meltzer-ufc-112-a-major-ppv-success. Läst 20 januari 2011.
3. ↑  ”UFC 112 ticket sales and arena developing nicely”. yahoo.com. http://sports.yahoo.com/mma/blog/cagewriter/post/UFC-112-ticket-sales-and-arena-developing-nicely?urn=mma-232220. Läst 20 januari 2011.
4. ↑  ”UFC 112: Arena Photos Show Construction Progress”. mmafighting.com. http://www.mmafighting.com/2010/04/03/ufc-112-arena-photos-show-construction-progress/. Läst 20 januari 2011.
5. ↑  ”Shoulder injury forces Vitor Belfort out of UFC 112 title fight with Anderson Silva”. mmajunkie.com. Arkiverad från originalet den 25 maj 2012. https://archive.is/20120525133336/http://mmajunkie.com/news/17916/shoulder-injury-forces-vitor-belfort-out-of-ufc-112-title-fight-with-anderson-silva.mma. Läst 20 januari 2011.
6. ↑  ”Anderson Silva, Ed Soares excited about "old-school" matchup in new UFC 112 title fight”. mmajunkie.com. Arkiverad från originalet den 25 maj 2012. https://archive.is/20120525133345/http://mmajunkie.com/news/17937/anderson-silva-ed-soares-excited-about-old-school-matchup-in-new-ufc-112-title-fight.mma. Läst 20 januari 2011.
7. ↑  ”"UFC 112: Invincible" card loses Paul Taylor due to medical issues”. mmajunkie.com. Arkiverad från originalet den 25 maj 2012. https://archive.is/20120525133323/http://mmajunkie.com/news/18660/opponents-trainer-ufc-112-card-loses-paul-taylor-due-to-medical-issues.mma. Läst 20 januari 2011.
8. 1 2  ”Time for Silva to step up his game”. yahoo.com. http://sports.yahoo.com/mma/news?slug=ki-silva072610. Läst 20 januari 2011.
9. ↑  ”UFC 112 recap: Anderson Silva keeps belt, loses fans; Frankie Edgar scores massive upset”. mmajunkie.com. Arkiverad från originalet den 25 maj 2012. https://archive.is/20120525133334/http://mmajunkie.com/news/18662/ufc-112-recap-silva-keeps-belt-loses-fans-edgar-scores-massive-upset.mma. Läst 20 januari 2011.
10. ↑  ”Dana White "embarassed" with UFC 112 main event, promises to "make it up" to fans”. mmajunkie.com. Arkiverad från originalet den 25 maj 2012. https://archive.is/20120525133333/http://mmajunkie.com/news/18671/dana-white-embarassed-with-ufc-112-main-event-promises-to-make-it-up-to-fans.mma. Läst 20 januari 2011.
11. ↑  ”UFC 113 bonuses: Rua, Belcher, Stephens and Stout earn $65K awards”. mmajunkie.com. Arkiverad från originalet den 25 maj 2012. https://archive.is/20120525133141/http://mmajunkie.com/news/19060/ufc-113-bonuses-rua-belcher-stephens-and-stout-earn-65k-awards.mma. Läst 18 januari 2011.